# کنگره جهانی بهائی
کنگرهٔ جهانی بهائی گردهمایی بزرگی از بهائیان سراسر جهان است که تاکنون دو بار توسط بیت‌العدل اعظم، شورای بین‌المللی آیین بهائی برگزار شده‌است. نخستین کنگرهٔ جهانی بهائی در سال ۱۹۶۳ در لندن و دومین کنگرهٔ جهانی بهائی در ۱۹۹۲ در نیویورک برگزار شد.

## نخستین کنگرهٔ جهانی بهائی در سال ۱۹۶۳
نخستین کنگرهٔ جهانی بهائی در رویال آلبرت هال در لندن در انگلستان برگزار شد و در آن حدود ۶ هزار بهائی حضور داشتند. این کنگره همزمان با نخستین انتخابات بیت‌العدل اعظم صورت گرفت.

## دومین کنگرهٔ جهانی بهائی در سال ۱۹۹۲
دومین کنگرهٔ جهانی بهائی از ۲۳ تا ۲۶ نوامبر ۱۹۹۲ و به مناسبت بزرگداشت صدمین سال درگذشت بهاءالله، بنیان‌گذار آیین بهائی صورت گرفت. حدود ۳۰ هزار نفر بهائی در این مراسم که در مرکز یاکوب یاوتیز شهر نیویورک برگزار شد شرکت کردند. برنامهٔ این چهار روز شامل موسیقی، سخنرانی و برنامه‌های هنری بود. بهائیان حاضر در این کنگره که اهل ۱۸۰ کشور مختلف بودند تنوع قومی، زبانی و فرهنگی موجود میان پیروان این آئین را به نمایش گذاشتند.